# Laren (Lummen)
Laren is een gehucht in de Belgische gemeente Lummen. Het ligt onmiddellijk ten noorden van de dorpskom van Lummen.
Ten noorden van Laren ligt het natuurgebied Vallei van de Zwarte Beek.

## Geschiedenis
Op de Ferrariskaart uit de jaren 1770 is de plaats aangeduid als het gehucht Laeren.

## Cultuur
Laren kent een schuttersgilde, gewijd aan Sint-Lambertus.

## Diensten
Direct ten zuiden van Laren bevindt zich een scholencomplex, gewijd aan Sint-Ferdinand en gesticht door de Broeders van Liefde.